# Mardi Gras.bb
Mardi Gras.bb est un brass band allemand originaire de Mannheim au style de musique atypique, mêlant au jazz classique d'un big band du blues, du funk, de la soul.
Mardi Gras.bb a vendu plus de 100 000 albums à travers le monde.[réf. nécessaire]

## Discographie

### Albums

#### sous le nom deMardi Gras Brass Band
- Movement (1993)
- Live im Capitol (1994)
- Big Brass Bed (1995)

#### sous le nom deMardi Gras.bb
- Alligatorsoup (05/1999)
- Supersmell (08/2000)
- Zen Rodeo (03/2002)
- Heat (10/2003)
- 29 Moonglow (09/2004)
- Introducing The Mighty Three (09/2005)
- The Exile Itch (02/2007)
- Pentalogy – The Very Best of 1999–2004 (03/2007)
- My Private Hadron (09/2008)
- Von Humboldt Picnic – A Journey with Mardi Gras.bb (04/2010)
- Crime Story Tapes(10/2012)

### Singles et EP
- Psychoflute (10/2000)
- Singlesmasher (EP) (04/2001)
- Kung Fu Fighting (03/2002)
- Hop Sing Song (EP) (07/2002)
- Old Nu York (EP) (2008)